# Character Entity Reference
Een Character Entity Reference is een codering van een letterteken (character in het Engels) in meerdere lettertekens uit een beperktere tekenset. De naam Character Entity Reference wordt gebruikt voor de documentstructureringstechnologieën van het World Wide Web Consortium, zoals HTML, XML en XHTML.
Een voorbeeld: € wordt gecodeerd als &euro; (de ampersand wordt gecodeerd als &amp;). Door de tekst van deze pagina te bewerken of door de broncode te bekijken, is te zien hoe het werkt.
Alle webpagina's ter wereld worden met behulp van een van deze technologieën gemaakt, waaronder ook Wikipedia.